# Frans van Donia

Portret van Frans van Donia

Frans van Donia (Jelsum, omstreeks 1580 - Den Haag, 25 februari 1651) was een Nederlands militair.
Van Donia werd geboren geboren in het Friese Jelsum, waarschijnlijk op de Hinnemastate. Zijn vader Keympe was grietman van Leeuwarderadeel.
Frans huwde in 1618 te Leeuwarden Geertruyd Engelstede, die in 1643 overleed. In 1645 hertrouwde hij te Zutphen met Helena van Heuclom, dochter van de burgemeester van Harderwijk.
Frans van Donia studeerde onder andere te Leiden (1599), Heidelberg (1601) en Marburg (1602). Daarna koos hij voor een militaire carrière, want in 1610 werd hij aangesteld als hopman (kapitein) van een regiment. Hij volgde daarmee zijn neef Frans van Cammingha op.
Namens Friesland ondertekende hij de Vrede van Münster in 1648, waar een schilderij van hem in de Friedensaal hangt. Ook staat hij prominent afgebeeld op het schilderij van Gerard Terborch over hetzelfde vredesakkoord.